# Alphonse de Launay
Cet article concerne l'homme de lettres. Pour le photographe, voir Alphonse de Launay (photographe).
Alphonse de Launay (né à Nevers le 10 août 1822 et mort au Val-de-Grâce dans le 5e arrondissement de Paris le 9 septembre 1891) est un homme de lettres français, auteur de comédies et vaudevilles, ainsi que de romans populaires.

## Biographie
Alphonse Henry Henryet de Launay est le fils de Félix Henryet de Launay, fonctionnaire de l'administration préfectorale, et de Rose Victorine Delarue. Il fait d'abord une carrière d'officier de cavalerie, atteignant le grade de capitaine de cuirassiers. Il se consacre ensuite à son œuvre littéraire. Plusieurs de ses œuvres s'inspirent de sa connaissance de la vie militaire.
Il épouse en 1849 Célestine Henriette Isouard, professeur de piano. Ils ont deux filles et un fils. L'une de ses filles, Alberte Louise (1853-1920), épouse le peintre Édouard Modérat d'Otémar (1853-1917) ; ils sont les parents du peintre Jacques d'Otémar. Son fils est le peintre Fernand de Launay.
Il est nommé chevalier de la Légion d'honneur le 7 juillet 1871.
En 1886, l'Institut de France lui décerne le prix Lambert distribué à parts égales par l’Académie française et l'Académie des beaux-arts.

## Œuvres
- Les Prétendants d'Angèle, comédie de salon en 1 acte et en vers, Paris, N. Tresse, 1861 ; Les Prétendants d'Angèle, comédie en 1 acte, en vers [Lille, Grand-théâtre, 7 janvier 1873], Lille, 1873.
- Adieu paniers !, comédie en 1 acte, en prose, représentée pour la première fois sur le Théâtre-Français, par les comédiens ordinaires de l'Empereur, le 30 mai 1864, Paris, E. Dentu, 1864 (en ligne sur Gallica).
- Mademoiselle Mignon. Contes amoureux, racontars militaires, roman, Paris, E. Dentu, 1873, 363 p. ; Paris, C. Marpon et E. Flammarion, 1890, 247 p. (en ligne sur Gallica).
- Le Cousin Pons, drame en 5 actes, d'après le roman de H. de Balzac [Paris, Cluny, 14 avril 1873], Paris, Michel Lévy frères, 1874, IV-92 p.
- La Maison Vidalin, La Solange, La Folie de M. Grainblot, Paris, G. Charpentier, 1877, 346 p. (en ligne sur Gallica).
- Discipline, roman, Paris, P. Ollendorff, 1886, V-325 p.[3]
- 15e hussards, comédie en 5 actes [Paris, Vaudeville, 22 avril 1884], Paris, P. Ollendorff, 1887, XIV-138 p.[4]